# Leny Breederveld
Leny Breederveld (Amsterdam, 4 februari 1951) is een Nederlands actrice.

## Biografie
Breederveld volgde de mimeopleiding aan de Theaterschool in Amsterdam. Na haar studie ging ze spelen bij het mimegezelschap Carrousel, waar ze haar latere man René Groothof leerde kennen. Ze kregen samen drie kinderen die allen ook actief zijn in de theaterwereld. In 2000 ging het stel uit elkaar.
In 1987 werd Breederveld, samen met haar zus Thea Breederveld en Jeanette Oldenhave die beiden ook mime studeerden en werkten voor Carrousel, door regisseur Pieter Kramer gevraagd de presentatie van Villa Achterwerk over te nemen van Kees Prins. Tussen 1987 en 1991 was het drietal te zien als De Drie Dikke Dames. In 1989 richtte Breederveld samen met Beppie Melissen en René van 't Hof theatergroep Carver op. In hetzelfde jaar speelde ze haar eerste grote filmrol als suppoost in Theo en Thea en de ontmaskering van het tenenkaasimperium.
Hierna had zij diverse theater-, film- en televisierollen. In het theater speelde ze onder andere voor Carver en Orkater. Ze speelde in diverse films van Alex van Warmerdam. Op televisie had zij bijrollen in verschillende televisieseries. In 1996 speelde zij samen met Arjan Ederveen in de aflevering Vanwege Maartje van de mockumentaryserie 30 minuten. In 2000 was zij met Wim de Bie te zien in het programma De bühne van De Bie. In 2004 speelde ze de heks in de televisieserie Ibbeltje naar het boek van Annie M.G. Schmidt. In 2005 had ze een belangrijke rol als Mevrouw Pos in de televisieserie Sint Hubertusberg van de makers van Jiskefet. Tussen 2011 en 2013 had ze een terugkerende rol in de televisieserie Levenslied. In 2014 was Breederveld als Marie van der Leek te zien in de televisieserie Nieuwe buren. Van 2018 tot en met 2019 speelde ze in de serie De Luizenmoeder de authentieke juf Helma van groep 7 en groep 8, een ervaren leerkracht die zich niet door moderniteiten van de wijs laat brengen. Door het succes van de serie werd ze opnieuw bekend bij een groter publiek en voor nieuwe rollen gevraagd.

## Filmografie
- Villa Achterwerk (1987-1991) - dikke dame Wil Speer
- Theo en Thea en de ontmaskering van het tenenkaasimperium (1989) - suppoost Magda
- Han de Wit (1990) - dokter
- De Noorderlingen (1992) - buurvrouw
- Hotel Amor (1992; afl. Een warrig welkom)
- De man met de hoed (1994; alf. De onthulling en Lokaas)
- De mannen van het postkantoor (1995-1996)
- 30 minuten (1995; afl. Vanwege Maartje)
- Filmpje! (1995) - gezellige vrouw
- Chopsticks (1995)
- De mannen van het postkantoor (1995)
- De jurk (1996)
- Vijf uur eerder (1997) - moeder van Lisa
- fl. 19,99 (1998) - bezorgde moeder
- Abeltje (1998) - burgemeester
- No Trains No Planes (1999) - Coby
- Baantjer (1999; afl. De Cock en de geslepen moord) - Joke Boogaards
- Wildschut & De Vries (2000; afl. Koning Kleinzerig) - dokter Spiegel
- Storm in mijn hoofd (2001) - Regan/Roos
- De grot (2001) - tante Adrienne
- Kwartelhof (2001) - Juul
- Hartslag (2002; afl. De 3 musketiers) - Harriet Lans
- www.eenzaam.nl (2003)
- Baantjer (2003; afl. De Cock en de moord op de clown - Ingrid van Dijk
- Ernstige Delicten (2004; afl. Claire Vermonts) - Claire Vermonts
- Deining (2004) - Mevrouw Zeeman
- Zes minuten (2004; afl. 1) - Trees
- Ibbeltje (2004) - heks
- Allerzielen (2005; segment Genade) - vrouw
- Jiskefet (2005; Sint Hubertusberg) - mevrouw Pos
- Het rijexamen (2005) - Lana Roos
- Knetter (2005) - oma Wolk
- Keyzer & De Boer Advocaten (2005; afl. Kerst) - Judith Hoogendijk
- Spoorloos verdwenen (2006; afl. De verdwenen wethouder) - Joke Boom
- Fok jou! (2006) - kinderrechter
- Ober (2006) - vrouw van Gerard
- Man zkt vrouw (2007) - Ada
- Voetbalvrouwen (2008; afl. De smaak van wraak) - medewerkster inrichting
- Ooit (2008) - moeder
- Radeloos (2008) - verpleegster
- Lover of loser (2009) - Coco
- Near Neighbours (2010) - Ans
- Foeksia de Miniheks (2010) - burgemeester
- Marijn (2010) - oma
- Sonny Boy (2011) - moeder Rika
- Seinpost Den Haag (2011; afl. Moeilijkheden) - weduwe Spaans
- Patatje oorlog (2011) - oma Lies
- Orde (2012) - moeder
- Plan C (2012) - Irma
- De wederopstanding van een klootzak (2013) - Sientje
- Toegetakeld door de liefde (2013) - Esther
- Levenslied (2011-2013; 8 afl.) - Saskia Landgraaf
- Pony Place (2013) - Koba
- Dokter Tinus (2013; afl. Alternatieve geneeswijzen) - Elske Bongaarts
- Bro's Before Ho's (2013) - Mieke
- Taart (2014; afl. Alaska) - Marie
- In jouw naam (2014) - moeder van Els
- Nieuwe buren (2014) - Marie van der Leek
- Koefnoen (2015; afl. Pilatus Pas) - Mevr. Buurma
- Sinterklaasjournaal (2015; afl. 5) - inwoner Meppel
- Missie Aarde (2015-2016; 2 afl.) - moeder Kurt
- Toen mijn vader een struik werd (2016) - generaalsvrouw
- Weg van Jou (2017) - Pleun
- De Luizenmoeder (2018-2019) - juf Helma
- Het irritante eiland (2019) - Lidewij de Wit
- Huisvrouwen bestaan niet 2 (2019) - Claire
- Baantjer: het begin (2019) - archivaris
- De regels van Floor (2019) - oma
- Vliegende Hollanders (2020) - Anna Fokker Diemont
- Herman vermoordt mensen (2021) - medebewoner
- Luizenmoeder (2021) - juf Helma
- Ome Cor (2022) - Annie van Oldenzaal
- Hotel Hollandia (2023) - hoofdhuishouding Carla[5]
- De openbaring (2023) - Moeder: Bekroond voor de beste bijrol bij het Lavenham Film Festival (Best Supporting Actress)[6]
- Zussen (2024) - Trijn Hendriks
- De terugreis (2024) - Maartje (bekroond met Gouden Kalf)
- Jackson & Malone (2024) - Ieanneke Liebeswasser
- Bennie (2025) - Oma Hannie

- International Standard Name Identifier: 0000 0003 9037 9917
- Nederlandse Thesaurus van Auteursnamen: 07361369X
- Virtual International Authority File: 284021181
- WorldCat: E39PBJppGg8q6KGtrT6pFJrjG3